# Corea del Sur en la Copa Mundial de Fútbol de 2018
La selección de Corea del Sur fue uno de los 32 equipos participantes en la Copa Mundial de Fútbol de 2018, torneo que se llevó a cabo del 14 de junio al 15 de julio en Rusia.

## Clasificación

### Segunda ronda
| Selección     | Pts. | PJ | PG | PE | PP | GF | GC | Dif |
| ------------- | ---- | -- | -- | -- | -- | -- | -- | --- |
| Corea del Sur | 24   | 8  | 8  | 0  | 0  | 27 | 0  | 27  |
| Líbano        | 11   | 8  | 3  | 2  | 3  | 12 | 6  | 6   |
| Kuwait1       | 10   | 8  | 3  | 1  | 4  | 12 | 10 | 2   |
| Birmania      | 8    | 8  | 2  | 2  | 4  | 9  | 21 | -12 |
| Laos          | 4    | 8  | 1  | 1  | 6  | 6  | 29 | -23 |

| Fecha                   | Lugar      | Local  |                   | Resultado |                      | Visitante |
| ----------------------- | ---------- | ------ | ----------------- | --------- | -------------------- | --------- |
| 16 de junio de 2015     | El Cairo   | Egipto | Bandera de Egipto | 4:0 (3:0) | Bandera de Japón     | Japón     |
| 3 de septiembre de 2015 | Roma       | Egipto | Bandera de Egipto | 2:2 (1:1) | Bandera de Suecia    | Suecia    |
| 8 de septiembre de 2015 | Alejandría | Egipto | Bandera de Egipto | 0:1 (0:0) | Bandera de Australia | Australia |
| 8 de octubre de 2015    | Estambul   | Egipto | Bandera de Egipto | 3:3 (2:1) | Bandera de Turquía   | Turquía   |
| 12 de noviembre de 2015 | Bruselas   | Egipto | Bandera de Egipto | 2:3 (0:2) | Bandera de Bélgica   | Bélgica   |
| 17 de noviembre de 2015 | Ámsterdam  | Egipto | Bandera de Egipto | 1:3 (1:3) | Bandera de Colombia  | Colombia  |
| 24 de marzo de 2016     | El Cairo   | Egipto | Bandera de Egipto | 7:0 (3:0) | Bandera de Palestina | Palestina |

### Tercera ronda
| Selección     | Pts. | PJ | PG | PE | PP | GF | GC | Dif |
| ------------- | ---- | -- | -- | -- | -- | -- | -- | --- |
| Irán          | 22   | 10 | 6  | 4  | 0  | 10 | 2  | 8   |
| Corea del Sur | 15   | 10 | 4  | 3  | 3  | 11 | 10 | 1   |
| Siria         | 13   | 10 | 3  | 4  | 3  | 9  | 8  | 1   |
| Uzbekistán    | 13   | 10 | 4  | 1  | 5  | 6  | 7  | -1  |
| China         | 12   | 10 | 3  | 3  | 4  | 8  | 10 | -2  |
| Catar         | 7    | 10 | 2  | 1  | 7  | 8  | 15 | -7  |

| Fecha                   | Lugar    | Local         |                                       | Resultado                                                      |                                       | Visitante     |
| ----------------------- | -------- | ------------- | ------------------------------------- | -------------------------------------------------------------- | ------------------------------------- | ------------- |
| 1 de septiembre de 2016 | Seúl     | Corea del Sur | Bandera de Corea del Sur              | 3 – 2 Archivado el 11 de octubre de 2017 en Wayback Machine.   | Bandera de la República Popular China | China         |
| 6 de octubre de 2016    | Suwon    | Corea del Sur | Bandera de Corea del Sur              | 3 – 2 Archivado el 19 de octubre de 2017 en Wayback Machine.   | Bandera de Catar                      | Catar         |
| 11 de octubre de 2016   | Teherán  | Irán          | Bandera de Irán                       | 1 – 0 Archivado el 15 de junio de 2017 en Wayback Machine.     | Bandera de Corea del Sur              | Corea del Sur |
| 15 de noviembre de 2016 | Seúl     | Corea del Sur | Bandera de Corea del Sur              | 2 – 1 Archivado el 19 de octubre de 2017 en Wayback Machine.   | Bandera de Uzbekistán                 | Uzbekistán    |
| 23 de marzo de 2017     | Changsha | China         | Bandera de la República Popular China | 1 – 0 Archivado el 17 de octubre de 2017 en Wayback Machine.   | Bandera de Corea del Sur              | Corea del Sur |
| 28 de marzo de 2017     | Seúl     | Corea del Sur | Bandera de Corea del Sur              | 1 – 0 Archivado el 16 de octubre de 2017 en Wayback Machine.   | Bandera de Siria                      | Siria         |
| 13 de junio de 2017     | Doha     | Catar         | Bandera de Catar                      | 3 – 2 Archivado el 22 de noviembre de 2017 en Wayback Machine. | Bandera de Corea del Sur              | Corea del Sur |
| 31 de agosto de 2017    | Seúl     | Corea del Sur | Bandera de Corea del Sur              | 0 – 0 Archivado el 14 de junio de 2017 en Wayback Machine.     | Bandera de Irán                       | Irán          |
| 5 de septiembre de 2017 | Taskent  | Uzbekistán    | Bandera de Uzbekistán                 | 0 – 0 Archivado el 9 de octubre de 2017 en Wayback Machine.    | Bandera de Corea del Sur              | Corea del Sur |

## Participación

### Lista de convocados
Técnico:  Shin Tae-yong
| No. | Pos. | Jugador         | Fecha de nacimiento (edad)         | Apa. | Goles | Club                   |
| --- | ---- | --------------- | ---------------------------------- | ---- | ----- | ---------------------- |
| 1   | POR  | Kim Seung-gyu   | 30 de septiembre de 1990 (27 años) | 33   | 0     | Vissel Kobe            |
| 2   | DEF  | Lee Yong        | 24 de diciembre de 1986 (31 años)  | 28   | 0     | Jeonbuk Hyundai Motors |
| 3   | DEF  | Jung Seung-hyun | 3 de abril de 1994 (24 años)       | 6    | 0     | Sagan Tosu             |
| 4   | DEF  | Oh Ban-suk      | 20 de mayo de 1988 (30 años)       | 2    | 0     | Jeju United            |
| 5   | DEF  | Yun Young-sun   | 4 de octubre de 1988 (29 años)     | 6    | 0     | Seongnam FC            |
| 6   | DEF  | Park Joo-ho     | 16 de enero de 1987 (31 años)      | 36   | 0     | Ulsan Hyundai          |
| 7   | DEL  | Son Heung-min   | 8 de julio de 1992 (25 años)       | 67   | 21    | Tottenham Hotspur      |
| 8   | MED  | Ju Se-jong      | 30 de octubre de 1990 (27 años)    | 11   | 1     | Ansan Mugunghwa        |
| 9   | DEL  | Kim Shin-wook   | 14 de abril de 1988 (30 años)      | 50   | 10    | Jeonbuk Hyundai Motors |
| 10  | MED  | Lee Seung-woo   | 6 de enero de 1998 (20 años)       | 4    | 0     | Hellas Verona          |
| 11  | DEL  | Hwang Hee-chan  | 26 de enero de 1996 (22 años)      | 14   | 2     | Red Bull Salzburg      |
| 12  | DEF  | Kim Min-Woo     | 25 de febrero de 1990 (28 años)    | 20   | 1     | Sangju Sangmu          |
| 13  | MED  | Koo Ja-cheol    | 27 de febrero de 1989 (29 años)    | 68   | 19    | FC Augsburg            |
| 14  | DEF  | Hong Chul       | 17 de septiembre de 1990 (27 años) | 14   | 0     | Sangju Sangmu          |
| 15  | MED  | Jung Woo-young  | 14 de diciembre de 1989 (28 años)  | 30   | 1     | Vissel Kobe            |
| 16  | MED  | Ki Sung-yueng   | 24 de enero de 1989 (29 años)      | 102  | 10    | Swansea City           |
| 17  | MED  | Lee Jae-sung    | 10 de agosto de 1992 (25 años)     | 35   | 6     | Jeonbuk Hyundai Motors |
| 18  | MED  | Moon Seon-min   | 9 de junio de 1992 (26 años)       | 3    | 1     | Incheon United         |
| 19  | DEF  | Kim Young-Gwon  | 27 de febrero de 1990 (28 años)    | 53   | 2     | Guangzhou Evergrande   |
| 20  | DEF  | Jang Hyun-soo   | 28 de septiembre de 1991 (26 años) | 51   | 3     | FC Tokyo               |
| 21  | POR  | Kim Jin-hyeon   | 6 de julio de 1987 (30 años)       | 15   | 0     | Cerezo Osaka           |
| 22  | DEF  | Go Yo-Han       | 10 de marzo de 1988 (30 años)      | 20   | 0     | FC Seoul               |
| 23  | POR  | Cho Hyun-woo    | 25 de septiembre de 1991 (26 años) | 6    | 0     | Daegu FC               |

### Fase de grupos
| Selección     | Pts | PJ | PG | PE | PP | GF | GC | Dif |
| ------------- | --- | -- | -- | -- | -- | -- | -- | --- |
| Suecia        | 6   | 3  | 2  | 0  | 1  | 5  | 2  | 3   |
| México        | 6   | 3  | 2  | 0  | 1  | 3  | 4  | -1  |
| Corea del Sur | 3   | 3  | 1  | 0  | 2  | 3  | 3  | 0   |
| Alemania      | 3   | 3  | 1  | 0  | 2  | 2  | 4  | -2  |

#### Suecia vs. Corea del Sur
| 18 de junio de 2018, 15:00 (UTC+3) | Suecia               | 1:0 (0:0) | Corea del Sur | Estadio de Nizhni Nóvgorod, Nizhni Nóvgorod              |                                                          |
|                                    | Granqvist 65' (pen.) | Reporte   |               | Asistencia: 42 300 espectadores Árbitro(s): Joel Aguilar | Asistencia: 42 300 espectadores Árbitro(s): Joel Aguilar |

|  |  |

| GK              | 1  | Robin Olsen         |     |     |
| RB              | 6  | Ludwig Augustinsson |     |     |
| CB              | 4  | Andreas Granqvist   |     |     |
| CB              | 18 | Pontus Jansson      |     |     |
| LB              | 2  | Mikael Lustig       |     |     |
| RM              | 17 | Viktor Claesson     | 61' |     |
| CM              | 7  | Sebastian Larsson   |     | 81' |
| CM              | 8  | Albin Ekdal         |     | 71' |
| LM              | 10 | Emil Forsberg       |     |     |
| CF              | 9  | Marcus Berg         |     |     |
| CF              | 20 | Ola Toivonen        |     | 77' |
| Cambios:        |    |                     |     |     |
| MF              | 15 | Oscar Hiljemark     |     | 71' |
| FW              | 22 | Isaac Kiese Thelin  |     | 77' |
| MF              | 13 | Gustav Svensson     |     | 81' |
| Entrenador:     |    |                     |     |     |
| Janne Andersson |    |                     |     |     |

| GK            | 23 | Jo Hyeon-woo   |     |     |
| RB            | 2  | Lee Yong       |     |     |
| CB            | 20 | Jang Hyun-soo  |     |     |
| CB            | 19 | Kim Young-gwon |     |     |
| LB            | 6  | Park Joo-ho    |     | 28' |
| CM            | 17 | Lee Jae-sung   |     |     |
| CM            | 16 | Ki Sung-yueng  |     |     |
| CM            | 13 | Koo Ja-cheol   |     | 73' |
| RF            | 11 | Hwang Hee-chan | 55' |     |
| CF            | 9  | Kim Shin-wook  | 13' | 66' |
| LF            | 7  | Son Heung-min  |     |     |
| Cambios:      |    |                |     |     |
| DF            | 12 | Kim Min-woo    |     | 28' |
| MF            | 15 | Jung Woo-young |     | 66' |
| MF            | 10 | Lee Seung-woo  |     | 73' |
| Entrenador:   |    |                |     |     |
| Shin Tae-yong |    |                |     |     |

| Jugador del Partido: Andreas Granqvist Árbitros asistentes: Juan Zumba Juan Carlos Mora Cuarto árbitro: Norbert Hauata Quinto árbitro: Bertrand Brial Árbitro asistente de video: Mauro Vigliano Árbitros asistentes del árbitro asistente de video: Abdulrahman Al-Jassim Taleb Al Maari Daniele Orsato |

#### Corea del Sur vs. México
| 23 de junio de 2018, 21:00 (UTC+3) | Corea del Sur | 1:2 (0:1) | México                          | Rostov Arena, Rostov del Don                              |                                                           |
|                                    | Son 90+3'     | Reporte   | Vela 26' (pen.) · Hernández 66' | Asistencia: 43 472 espectadores Árbitro(s): Milorad Mažić | Asistencia: 43 472 espectadores Árbitro(s): Milorad Mažić |

|  |  |

| GK            | 23 | Cho Hyun-woo   |     |     |
| RB            | 2  | Lee Yong       | 63' |     |
| CB            | 20 | Jang Hyun-soo  |     |     |
| CB            | 19 | Kim Young-gwon | 58' |     |
| LB            | 12 | Kim Min-woo    |     | 84' |
| RM            | 18 | Moon Seon-min  |     | 77' |
| CM            | 8  | Ju Se-jong     |     | 64' |
| CM            | 16 | Ki Sung-yueng  |     |     |
| LM            | 11 | Hwang Hee-chan |     |     |
| CF            | 17 | Lee Jae-sung   |     |     |
| CF            | 7  | Son Heung-min  |     |     |
| Cambios:      |    |                |     |     |
| MF            | 10 | Lee Seung-woo  | 72' | 64' |
| MF            | 15 | Jung Woo-young | 80' | 77' |
| DF            | 14 | Hong Chul      |     | 84' |
| Entrenador:   |    |                |     |     |
| Shin Tae-yong |    |                |     |     |

| GK                 | 13 | Guillermo Ochoa     |  |     |
| RB                 | 21 | Edson Álvarez       |  |     |
| CB                 | 3  | Carlos Salcedo      |  |     |
| CB                 | 15 | Héctor Moreno       |  |     |
| LB                 | 23 | Jesús Gallardo      |  |     |
| CM                 | 7  | Miguel Layún        |  |     |
| CM                 | 16 | Héctor Herrera      |  |     |
| CM                 | 18 | Andrés Guardado     |  | 68' |
| RF                 | 11 | Carlos Vela         |  | 77' |
| CF                 | 14 | Javier Hernández    |  |     |
| LF                 | 22 | Hirving Lozano      |  | 71' |
| Cambios:           |    |                     |  |     |
| DF                 | 4  | Rafael Márquez      |  | 68' |
| MF                 | 17 | Jesús Manuel Corona |  | 71' |
| MF                 | 10 | Giovani dos Santos  |  | 77' |
| Entrenador:        |    |                     |  |     |
| Juan Carlos Osorio |    |                     |  |     |

| Jugador del Partido: Javier Hernández Árbitros asistentes: Milovan Ristić Dalibor Đurđević Cuarto árbitro: John Pittí Quinto árbitro: Gabriel Victoria Árbitro asistente de video: Daniele Orsato Árbitros asistentes del árbitro asistente de video: Artur Soares Dias Carlos Astroza Tiago Martins |

#### Corea del Sur vs. Alemania
| 27 de junio de 2018 | Corea del Sur               | 2:0 (0:0) | Alemania | Kazán Arena, Kazán                                      |                                                         |
| 17:00 MSK (UTC+3)   | Y. G. Kim 90+4' · Son 90+6' | Reporte   |          | Asistencia: 41 835 espectadores Árbitro(s): Mark Geiger | Asistencia: 41 835 espectadores Árbitro(s): Mark Geiger |

|  |  |

| GK            | 23 | Cho Hyun-woo   |     |     |     |
| RB            | 2  | Lee Yong       |     |     |     |
| CB            | 5  | Yun Young-sun  |     |     |     |
| CB            | 19 | Kim Young-gwon |     |     |     |
| LB            | 14 | Hong Chul      |     |     |     |
| RM            | 17 | Lee Jae-sung   | 23' |     |     |
| CM            | 15 | Jung Woo-young | 9'  |     |     |
| CM            | 20 | Jang Hyun-soo  |     |     |     |
| LM            | 18 | Moon Seon-min  | 48' | 69' |     |
| CF            | 13 | Koo Ja-cheol   |     | 56' |     |
| CF            | 7  | Son Heung-min  | 65' |     |     |
| Cambios:      |    |                |     |     |     |
| FW            | 11 | Hwang Hee-chan |     | 56' | 79' |
| MF            | 8  | Ju Se-jong     |     | 69' |     |
| DF            | 22 | Go Yo-han      |     | 79' |     |
| Entrenador:   |    |                |     |     |     |
| Shin Tae-yong |    |                |     |     |     |

| GK          | 1  | Manuel Neuer   |  |     |
| RB          | 18 | Joshua Kimmich |  |     |
| CB          | 5  | Mats Hummels   |  |     |
| CB          | 15 | Niklas Süle    |  |     |
| LB          | 3  | Jonas Hector   |  | 78' |
| CM          | 6  | Sami Khedira   |  | 58' |
| CM          | 8  | Toni Kroos     |  |     |
| RW          | 14 | Leon Goretzka  |  | 63' |
| AM          | 10 | Mesut Özil     |  |     |
| LW          | 11 | Marco Reus     |  |     |
| CF          | 9  | Timo Werner    |  |     |
| Cambios:    |    |                |  |     |
| FW          | 23 | Mario Gómez    |  | 58' |
| FW          | 13 | Thomas Müller  |  | 63' |
| MF          | 20 | Julian Brandt  |  | 78' |
| Entrenador: |    |                |  |     |
| Joachim Löw |    |                |  |     |

| Jugador del Partido: Cho Hyun-woo Árbitros asistentes: Joe Fletcher Frank Anderson Cuarto árbitro: Julio Bascuñán Quinto árbitro: Christian Schiemann Árbitro asistente de video: Danny Makkelie Árbitros asistentes del árbitro asistente de video: Tiago Martins Corey Rockwell Artur Soares Dias |